# Ведерников, Александр Юрьевич
Александр Юрьевич Ведерников (род. 13 февраля 1970, Иркутск) — советский и российский хоккеист, нападающий, тренер.

## Биография
Начинал заниматься хоккеем в иркутский «Олимпии». В первенстве РСФСР среди юниорских команд 1985/86 — 1986/87 играл за ангарский «Ермак». В чемпионате СССР среди молодежных команд 1987/88 принимал участие в составе новосибирской «Сибири». В сезоне 1989/90 провёл два матча в Кубке СССР за «Ермак». Выступал за команды низших лиг «Металлург» Ачинск (1990/91 — 1996/97), «Мотор» Барнаул (1998/99 — 2001/02), «Янтарь» Северск (2002/03), «Вымпел» Междуреченск (2002/03), «Сокол» Красноярск (2003/04 — 2006/07).
С сезона 2007/08 — тренер в «Соколе». С 2015 года — главный тренер женской команды «Бирюса» Красноярск.
Тренер женской сборной России на Универсиаде (2017, 2019) и чемпионате мира (2017, 2019). Тренер в команде олимпийских спортсменов из России 2018.
В сборной Грузии — тренер на чемпионате мира во втором дивизионе 2023, главный тренер на чемпионате мира во втором дивизионе 2024.
Признан лучшим тренером Красноярского края по игровым видам спорта в 2018 году.